# Mike Singletary
College Football Hall of Fame 1995
Pro Football Hall of Fame 1998
(en) Statistiques sur pro-football-reference
Michael Singletary, dit Mike Singletary, né le 9 octobre 1958 à Houston (Texas), est un joueur américain de football américain ayant évolué au poste de linebacker. Il est désormais entraîneur linebacker de football américain.

## Biographie
Étudiant à l'Université Baylor, il est sélectionné en 1981 à la 38e place (au deuxième tour) par les Bears de Chicago. Il reste toute sa carrière dans cette franchise, soit 172 matchs en douze saisons, manquant seulement deux matchs en 1986. Il est le meilleur plaqueur de son équipe lors de ses onze dernières saisons.
Il remporte le Super Bowl XX au terme de la saison 1985.
Il est sélectionné dix fois pour le Pro Bowl (1983, 1984, 1985, 1986, 1987, 1988, 1989, 1990, 1991 et 1992).
Désigné par les votants du Pro Football Hall of Fame, il fait partie de l'équipe NFL de la décennie 1980. Il a intégré par la suite le College Football Hall of Fame en 1995 et le Pro Football Hall of Fame en 1998.
Il poursuit désormais une carrière d'entraîneur. Après avoir été entraîneur des linebackers de 2003 à 2004 aux Ravens de Baltimore, où il était associé avec Ray Lewis, il suivit l'entraîneur Mike Nolan lorsqu'il part aux 49ers de San Francisco en 2005. Il y entraîne entre autres Patrick Willis, rookie sélectionné au Pro Bowl 2007. En 2009, les 49ers le nomme entraîneur principal de l'équipe.

## Vidéographie
- (en) A Football Life: Mike Singletary, série A Football Life, saison 5, épisode 9, 13 novembre 2015, NFL Productions, 43 minutes.